# 豊島 (愛媛県)

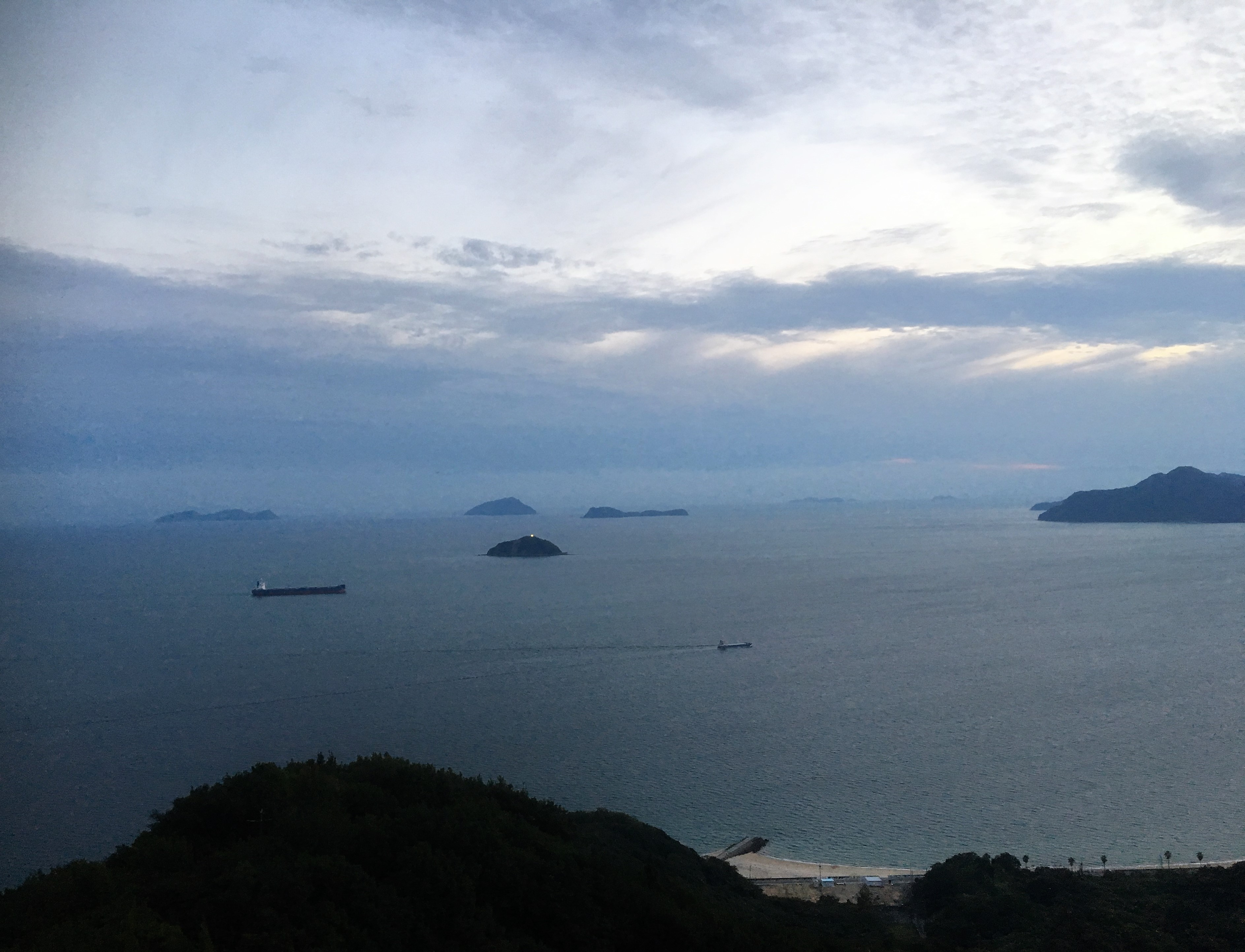
広島県福山市横島の石切山からの眺望
写真中央の平坦な島が豊島

豊島（とよしま）は、瀬戸内海のほぼ中央、上島諸島の一つの無人島。愛媛県越智郡上島町に属する。

## 概要
弓削島の南東方向約5キロの燧灘海上に位置する孤島。島の周囲の大半は急峻な崖が続く。もともとは無人島で弓削島の漁場や採草地として利用されていた。幕末期に山番が2戸入植したもののしばらくして離島。再び無人島となったが、大正時代には花崗岩の採石が始まり入植。太平洋戦争後引き揚げ者などが入植し、漁業やかんきつ類の栽培を営み、一時は人口は180人を越えた。1960年代の航空写真（国土地理院）によるとびっしりと開墾している様子がうかがえる。その後、生活の不便さから人口流出が続き、2011年度に再び無人島に戻った。
島の南部では御影石を産する。

## 社会

### 地域・集落
かつては大字下弓削の一部であったが、その後独立し「豊島」となり、上島町になってからは「弓削豊島」と弓削を冠する。
人家は比較的緩傾斜な島の北海岸の中腹付近に点在していた。
行政区画としては、愛媛県越智郡弓削町に属した。同町が平成の大合併により上島町となってからは上島町に属する。

### 公共施設
旧:弓削町時代の1990年（平成2年）に豊島コミュニティセンターが設置されているが、閉鎖中。
弓削町立弓削小学校豊島分教場があったが、1969年（昭和44年）3月弓削小学校に統合、廃校となった。

## 交通
上島町営汽船が運航する魚島航路が寄港する。町営汽船の運賃・時刻表。
ルート（土生港中央桟橋（因島）-弓削-豊島-高井神島-魚島　
ただし、寄港は一日2便と便数は少ない。

## その他
現代美術館がありゲルハルト・リヒターのガラス作品が展示されている。ゲルハルト・リヒター#日本で展示されている作品を参照。